# Партнер (фільм, 1968)
«Партнер» (італ. Partner) — третій повнометражний фільм італійського режисера Бернардо Бертолуччі, який називають його «шизофренічним фільмом про шизофренію».

## Сюжет
Джакобе, молодий викладач літератури, захоплений театром жорстокості Арто і пластичними можливостями кіноекспресіонізму. Він представлений глядачеві за читанням сценарію фільму «Носферату». Ім'я Джакобе — відсилання до Якова Голядкіна, героя повісті Достоєвського «Двійник». Подібно до Голядкіна, він небайдужий до дівчини на ім'я Клара.
Свідомість головного героя, що раз у раз декламує маніфести Арто і Годара, поступово розпадається, а його тінь набуває самостійного існування. Визначити, де «справжній» Джакобе, а де його копія, стає все складніше. Події на екрані починають нагадувати стандартну постановку театру жорстокості.

## В ролях
| Актор                  | Роль             |
| ---------------------- | ---------------- |
| П'єр Клементі          | Джакобе          |
| Тіна Омон              | продавчиня       |
| Серджіо Тофано         | Петрушка         |
| Джуліо Чезаре Кастелло | професор Моццоні |
| Стефанія Сандреллі     | Клара            |
| Романо Коста           | батько Клари     |
| Нінетто Даволі         | студент          |